# Chcp
 (février 2018).
Si vous disposez d'ouvrages ou d'articles de référence ou si vous connaissez des sites web de qualité traitant du thème abordé ici, merci de compléter l'article en donnant les références utiles à sa vérifiabilité et en les liant à la section « Notes et références ».
chcp est une commande MS-DOS permettant d'afficher ou définir le numéro de page de codes actives.

## Usage de base
La commande propose une aide avec le paramètre /? :
```
C:\Users\Utilisateur> chcp /?
Affiche ou définit le numéro de page de codes active.

CHCP [nnn]

  nnn   Spécifie le numéro de page de codes.

Entrez CHCP sans paramètres pour afficher le numéro de page de codes active.

```

## Sources & Références
1. ↑  Testé directement sur une console Windows